# Euphorbia comans
Euphorbia comans är en törelväxtart som beskrevs av William Vincent Fitzgerald. Euphorbia comans ingår i släktet törlar, och familjen törelväxter. Inga underarter finns listade i Catalogue of Life.